# Oncostemum polytrichum
Oncostemum polytrichum är en viveväxtart som beskrevs av John Gilbert Baker. Oncostemum polytrichum ingår i släktet Oncostemum och familjen viveväxter. Inga underarter finns listade i Catalogue of Life.